# Facundo Lupardo
Facundo Lupardo (Salto, Buenos Aires, Argentina; 3 de abril de 1989) es un futbolista argentino. Se desempeña como arquero y su actual se encuentra sin equipo.

## Trayectoria
Hizo divisiones inferiores en el Club Atlético Rosario Central, llegó a jugar en reserva y a firmar un contrato profesional. Si bien nunca pudo a debutar en el primer equipo, fue al banco de suplentes en varias ocasiones, especialmente cuando Miguel Ángel Russo era el entrenador de Central. En julio de 2013 luego de que su equipo ascendiera a primera división quedó libre y decidió continuar su carrera en Europa.

## Clubes
| Club                 | País      | Año         | PJ |
| -------------------- | --------- | ----------- | -- |
| Rosario Central      | Argentina | 2008 - 2013 | 0  |
| Atlético Sanluqueño  | España    | 2013 - 2014 | 21 |
| Arroyo               | España    | 2013 - 2015 | 24 |
| Socuéllamos          | España    | 2015 - 2016 | 21 |
| Sportivo Estudiantes | Argentina | 2017 - 2018 | 12 |

## Palmarés

### Campeonatos nacionales
| Título             | Club            | País      | Año  |
| ------------------ | --------------- | --------- | ---- |
| Primera B Nacional | Rosario Central | Argentina | 2013 |